# 阮世生
阮世生（英語：James Yuen Sai-sang，1964年7月25日—），香港影視編劇、電影導演、填詞人。

## 簡歷
阮世生早年曾加入無綫電視任職編劇10個月，負責劇集包括《再版人》、《畫出彩虹》、《新紮師兄》。1986年自香港大學中文系畢業後，加入威禾電影公司編劇，曾參與編寫《胭脂扣》、《A計劃續集》等電影劇本。1987年至1989年間，任職無綫電視助理節目策劃及編劇，曾參與編寫《香港的月亮》、《還有明天》、《愛滋病》等實況劇的劇本。1995年至1998年間，阮世生曾任電影人製作有限公司（U.F.O.）股東。1997年，阮世生首執導筒，處女作為《完全結婚手冊》，此後兼任電影導演及編劇。曾八度入圍香港電影金像獎最佳編劇。

## 填詞作品
- 張國榮〈今生今世〉
- 陳慧琳〈誰願放手〉
- 楊采妮〈痛快〉
- 黎瑞恩〈豐采依然〉
- 張智霖〈暫停的故事〉
- 譚耀文〈我相信〉

## 電視編劇作品（無綫電視）
- 1984年：《再版人》
- 1984年：《畫出彩虹》
- 1984年：《新紮師兄》
- 1987年：《香港的月亮》
- 1987年：《還有明天》
- 1980年代末：《愛滋病》

## 電影作品
| 年份 | 中文片名                     | 職銜             | 主演                                               | 備註                   |
| 1988 | 猛鬼佛跳牆                   | 編劇             | 董驃、狄波拉、李麗珍、何啟南、梁小龍               | 使用筆名詹士紈         |
| 1988 | 富貴再逼人                   | 編劇             | 董驃、沈殿霞                                       | 使用筆名詹士紈         |
| 1988 | 雞同鴨講                     | 編劇             | 許冠文、許冠英、張艾嘉、盧冠廷、吳啟華             | 使用筆名詹士紈         |
| 1989 | 龍在天涯                     | 編劇             | 李連杰、利智、周星馳、狄威                         |                        |
| 1989 | 人海孤鴻                     | 編劇             | 劉德華、莫少聰、羅美薇、王鍾、鮑起靜               |                        |
| 1990 | 棄卒                         | 編劇             | 方中信、苗僑偉、吳家麗、鄭浩南                     |                        |
| 1990 | 香港舞男                     | 編劇             | 任達華、萬梓良、鄭浩南、馮寶寶                     |                        |
| 1990 | 救命宣言                     | 編劇             | 鄭浩南、任達華、盧冠廷、高志森、李嘉欣             |                        |
| 1990 | 咖哩辣椒                     | 編劇             | 張學友、周星馳、柏安妮、柯受良、曾志偉             |                        |
| 1990 | 天若有情                     | 編劇             | 劉德華、吳倩蓮、吳孟達、黃光亮                     |                        |
| 1991 | 老豆唔怕多                   | 編劇             | 洪金寶、黃百鳴、毛舜筠、廖偉雄                     |                        |
| 1991 | 帶子洪郎                     | 編劇             | 鄭柏林、莫少聰、吳孟達、羅美薇、刘兆铭             |                        |
| 1991 | 五虎將之決裂                 | 編劇             | 劉德華、梁朝偉、湯鎮業、黃日華、苗僑偉、梁家仁     |                        |
| 1992 | 五個寂寞的心                 | 編劇             | 黃婉婷、施念慈、梁詠琪、譚凱欣                     |                        |
| 1992 | 與鴨共舞                     | 編劇             | 葉玉卿、任達華、吳君如、周文健                     |                        |
| 1992 | 亞飛與亞基                   | 編劇             | 張學友、梁朝偉、湯鎮業、曾志偉、袁詠儀             |                        |
| 1992 | 真的愛妳                     | 編劇             | 張學友、張曼玉、吳君如、吳孟達                     |                        |
| 1992 | 夜夜伴肥嬌                   | 編劇             | 陳友、吳君如、吳家麗、張堅庭                       |                        |
| 1992 | 兩屋一妻                     | 編劇             | 毛舜筠、吳君如、陳友、張堅庭                       |                        |
| 1992 | 積奇瑪莉                     | 編劇             | 吳君如、陳加玲、莫少聰、洪欣                       |                        |
| 1992 | 伙頭福星                     | 編劇             | 元彪、黎明、吳孟達、邵美琪                         |                        |
| 1993 | 搶錢夫妻                     | 編劇             | 許冠文、蕭芳芳、鄧一君、陳少霞                     |                        |
| 1993 | 芝士火腿                     | 編劇             | 張衛健、王祖賢、曾志偉、吳孟達、張敏、柯受良       |                        |
| 1993 | 偷情保護令                   | 編劇             | 方中信、陳雅倫、猛丁哥、劉千愉                     |                        |
| 1993 | 虎穴屠龍之轟天陷阱           | 編劇             | 呂良偉、翁虹、鄭浩南、方中信                       |                        |
| 1993 | 風塵三俠                     | 編劇             | 梁家輝、梁朝偉、鄭丹瑞、柏安妮、袁詠儀、朱茵       |                        |
| 1993 | 飛車女童黨                   | 編劇             | 葉先兒、徐芝艷、陳文輝、梁十一                     |                        |
| 1994 | 晚9朝5                       | 編劇             | 張睿羚、陳豪、周嘉玲、陳小春                       |                        |
| 1994 | 金枝玉葉                     | 編劇             | 袁詠儀、張國榮、劉嘉玲、陳小春、曾志偉             |                        |
| 1994 | 點指兵兵之青年幹探           | 編劇             | 陳小春、陳國邦、魏駿傑、陳豪                       |                        |
| 1995 | 救世神棍                     | 編劇             | 陳小春、梁朝偉、林保怡、莫文蔚                     |                        |
| 1995 | 野性的邂逅                   | 編劇             | 周嘉玲、鄭浩南、王敏德、陳國邦                     | 又名 《新夜半驚魂》    |
| 1995 | 仙樂飄飄                     | 編劇             | 郭富城、陳慧琳、吳耀漢、李佩璇                     |                        |
| 1996 | 嫲嫲帆帆                     | 策划             | 譚詠麟、袁詠儀、陳小春、曾志偉                     | 又名 《鬼婆婆》        |
| 1996 | 天涯海角                     | 演員             |                                                    | (飾 Joe)               |
| 1996 | 四個32A和一個香蕉少年        | 編劇             | 唐寧、文頌嫻、蔡詩敏、何嘉莉                       | 又名：《小蜜桃大騷包》 |
| 1996 | 金枝玉葉2                    | 編劇             | 袁詠儀、張國榮、梅艷芳、陳小春、李綺虹             |                        |
| 1997 | 完全結婚手冊                 | 導演、編劇       | 袁詠儀、王敏德、陳小春、楊采妮、杜德偉             |                        |
| 1998 | 烈火青春1998                 | 導演、編劇       | 梁漢文、楊千嬅、陳奕迅、趙學而                     |                        |
| 1998 | 每天愛你８小時               | 導演、編劇、演員 | 梁朝偉、徐若瑄、關秀媚、方中信                     | (飾 何律師)            |
| 1999 | 驚天動地                     | 導演、編劇、剪接 | 方中信、高捷、陳子聰、李婷宜                       |                        |
| 1999 | 我愛777                      | 導演、編劇       | 譚耀文、舒淇、天心、王合喜                         |                        |
| 2000 | 救薑刑警                     | 導演、編劇       | 吳鎮宇、狄龍、張家輝、車婉婉                       |                        |
| 2000 | 行規                         | 編劇             | 王敏德、關秀媚、呂頌賢、林雪                       |                        |
| 2001 | 完美情人                     | 導演、編劇       | 張家輝、李嘉欣、孫佳君、吳啟華                     |                        |
| 2002 | 我老婆唔夠秤                 | 導演、編劇       | 鄭伊健、蔡卓妍、廖碧兒、鄧健泓                     |                        |
| 2003 | 忘不了                       | 編劇             | 張柏芝、原島大地、劉青雲、古天樂                   |                        |
| 2003 | 金雞2                        | 編劇、演員       | 吳君如、張學友、劉德華、黎明                       |                        |
| 2004 | 絕世好賓                     | 導演、編劇       | 劉青雲、梁詠琪、許紹雄、劉以達                     |                        |
| 2005 | 神經俠侶                     | 導演、編劇       | 陳奕迅、容祖兒、吳鎮宇、吳日言                     |                        |
| 2005 | 如果愛                       | 編劇             | 周迅、張學友、金城武、池珍熙                       |                        |
| 2006 | 天行者                       | 導演、編劇       | 鄭伊健、馮德倫、方中信、周麗琪                     |                        |
| 2006 | 我要成名                     | 編劇             | 劉青雲、霍思燕、鄭伊健、梁家輝                     |                        |
| 2007 | 投名狀                       | 編劇             | 李連杰、劉德華、金城武、徐靜蕾                     |                        |
| 2008 | 江山美人                     | 編劇             | 陳慧琳、黎明、甄子丹、郭曉冬                       |                        |
| 2009 | 矮仔多情                     | 導演、編劇       | 王祖藍、Angelababy、徐子珊、黃婉伶、賈曉晨、官恩娜 |                        |
| 2009 | 游龍戲鳳                     | 編劇             | 劉德華、舒淇、何韻詩、張涵予、林嘉華、張歆藝       |                        |
| 2009 | 十月圍城                     | 編劇             | 甄子丹、王學圻、謝霆鋒、梁家輝、胡軍、曾志偉       |                        |
| 2010 | 財神到                       | 導演、編劇       | 譚詠麟、張震、楊千嬅、張雨綺                       |                        |
| 2012 | 黃金大劫案                   | 編劇             | 雷佳音、程媛媛、陶虹、山崎敬一                     |                        |
| 2012 | 我老婆唔夠秤II：我老公唔生性 | 導演、編劇       | 鄭伊健、蔡卓妍、張歆藝、徐正曦、鄭欣宜             |                        |
| 2015 | 巴黎假期                     | 導演、編劇       | 古天樂、郭采潔、方中信                             |                        |
| 2017 | 追捕                         | 編劇             | 張涵予、福山雅治、戚薇、河智苑                     |                        |

## 獎項
| 年份 | 頒獎典禮             | 獎項         | 片名                    | 結果 | 備註                                                     |
| ---- | -------------------- | ------------ | ----------------------- | ---- | -------------------------------------------------------- |
| 1994 | 第13屆香港電影金像獎 | 最佳編劇     | 《搶錢夫妻》            | 提名 |                                                          |
| 1994 | 第13屆香港電影金像獎 | 最佳編劇     | 《風塵三俠》            | 提名 | (和李志毅、陳慶嘉)                                       |
| 1995 | 第14屆香港電影金像獎 | 最佳編劇     | 《晚9朝5》              | 提名 |                                                          |
| 1995 | 第14屆香港電影金像獎 | 最佳編劇     | 《金枝玉葉》            | 提名 | (和 李志毅)                                              |
| 1996 | 第33屆金馬獎         | 最佳原著劇本 | 《鬼婆婆》/《麻麻帆帆》 | 提名 | (和 陳寶華、林愛華、岸西)                                |
| 1998 | 第35屆金馬獎         | 最佳原著劇本 | 《每天愛你8小時》       | 提名 |                                                          |
| 2004 | 第23屆香港電影金像獎 | 最佳編劇     | 《忘不了》              | 提名 | (和 方晴)                                                |
| 2006 | 第25屆香港電影金像獎 | 最佳編劇     | 《神經俠侶》            | 提名 | (和 方晴、羅耀輝)                                        |
| 2007 | 第26屆香港電影金像獎 | 最佳編劇     | 《我要成名》            | 提名 | (和 方晴、羅耀輝)                                        |
| 2008 | 第27屆香港電影金像獎 | 最佳編劇     | 《投名狀》              | 提名 | (和須蘭、秦天南、林愛華、黃建新、許月珍、何冀平、郭俊立) |
| 2008 | 第45屆金馬獎         | 最佳原著劇本 | 《投名狀》              | 提名 | (和須蘭、秦天南、林愛華、黃建新、許月珍、何冀平、郭俊立) |
| 2012 | 第11屆長春電影節     | 最佳編劇     | 《黄金大劫案》          | 獲獎 | (和 邢爱娜、何瑞睿、郑晓阳、岳小军、王红卫)              |

## 外部連結
- 阮世生may的新浪微博
- 阮世生在互联网电影资料库（IMDb）上的資料（英文）（英文）
- 在AllMovie上阮世生的頁面（英文）
- 阮世生在香港影庫上的簡介
- 阮世生在豆瓣上的资料（简体中文）
- 阮世生在时光网上的簡介（简体中文）